# Nécropole nationale d'Aubérive
Pour un article plus général, voir Sites funéraires et mémoriels de la Première Guerre mondiale (Front Ouest).
La nécropole nationale d'Aubérive, « Le bois du puits », est un cimetière militaire français de la Première Guerre mondiale situé sur le territoire de la commune d'Aubérive, dans le département de la Marne), à l'est de Reims.

## Historique
Le nécropole nationale d'Aubérive est créée en 1920 pour recevoir les corps des soldats tués au cours des Batailles de Champagne de 1914 à 1918.

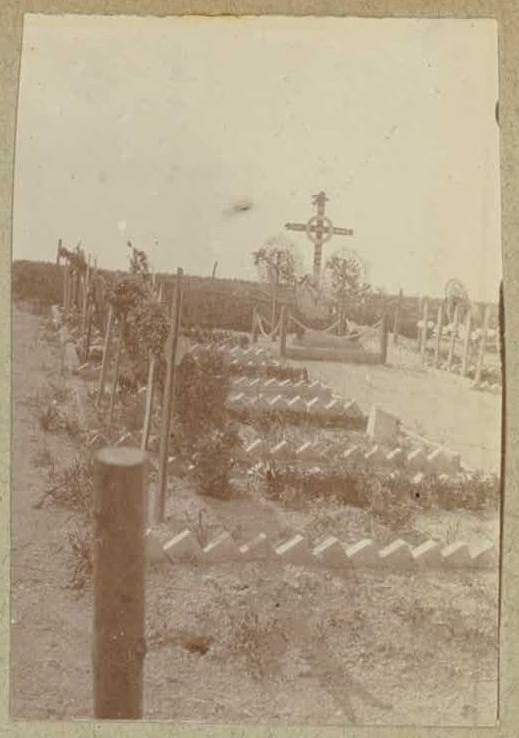
En 1915, le cimetière de la ferme de Moscou.

Elle est aménagée, de 1923 à 1926, pour recevoir les corps exhumés de cimetières militaires situés à l'est de Reims, dans le secteur des Monts de Champagne et d'Aubérive : La Voie romaine, Ferme de Moscou, Village Gascon, Estival, Mont sans Nom, Mont Blond, Mont Haut, Mont Cornillet, Mont du Casque, Mont Téton, Bois Sacré, Bois Liévin, Bois de la Chapelle, Bois du Puits.
Selon une autre source, les corps des cimetières provisoires français de la Ferme de Moscou auraient cependant été inhumés dans la Nécropole nationale de Berry-au-Bac.
Le cimetière a fait l'objet d'une rénovation en 1973.

## Caractéristiques
Cette nécropole s'étend sur plus de 23 461 m2. Elle rassemble 6 815 corps dont 3 907 inhumés dans des tombes individuelles et 208 en ossuaires.
Le cimetière militaire abrite les tombes de soldats français, de soldats allemands et de soldats polonais tués pendant la Première Guerre mondiale. Ces soldats furent relevés sur les communes de Beine-Nauroy, Reims, Aubérive et Châlons-en-Champagne.

## Cimetière militaire allemand
Ce cimetière est situé derrière la nécropole nationale « Le Bois du Puits ». Il rassemble 5 359 corps de soldats allemands tués au cours de la Première Guerre mondiale, dont 3 124 en ossuaires.

## Galerie de photographies

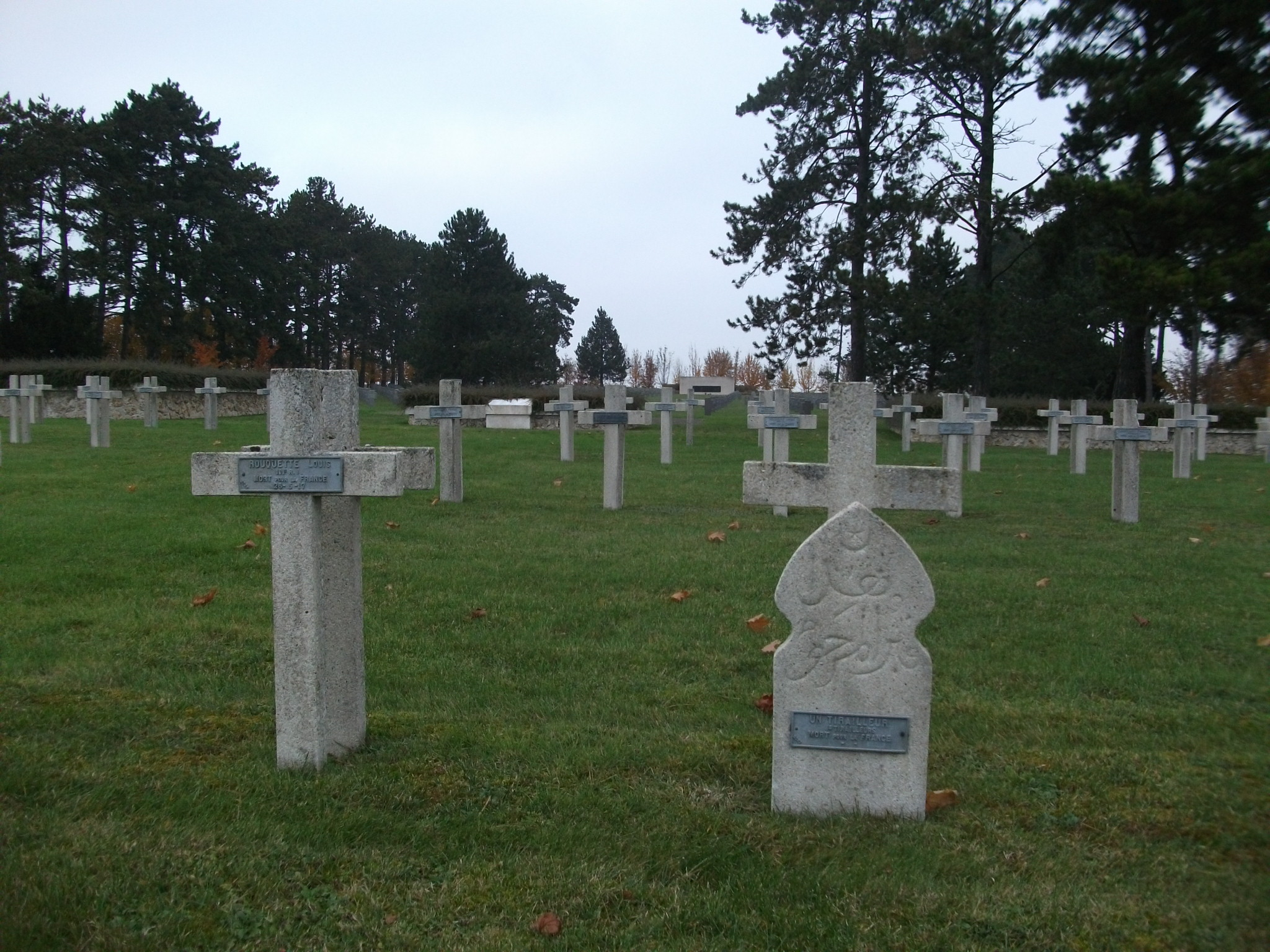
tombes françaises
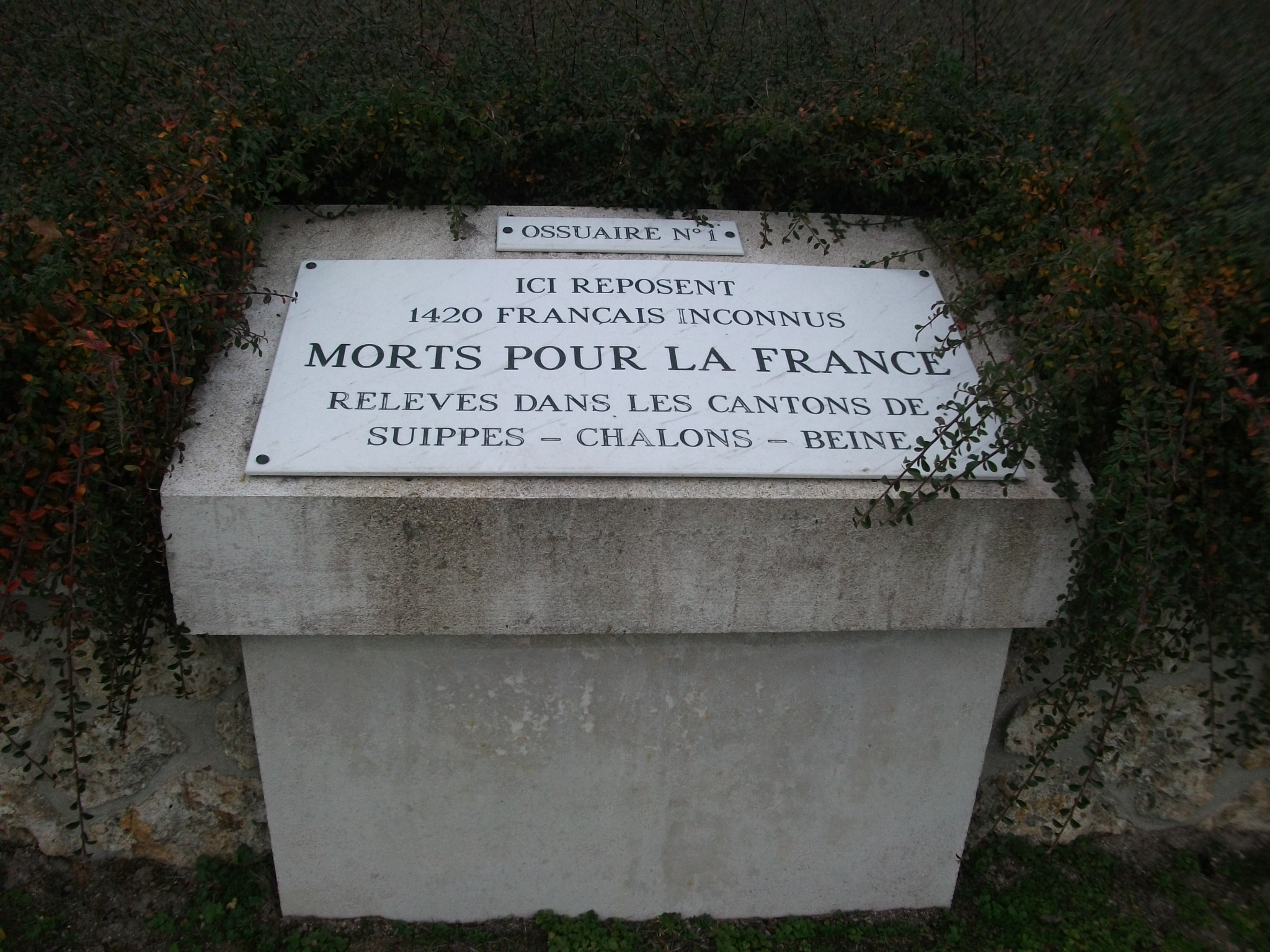
ossuaire no 1.
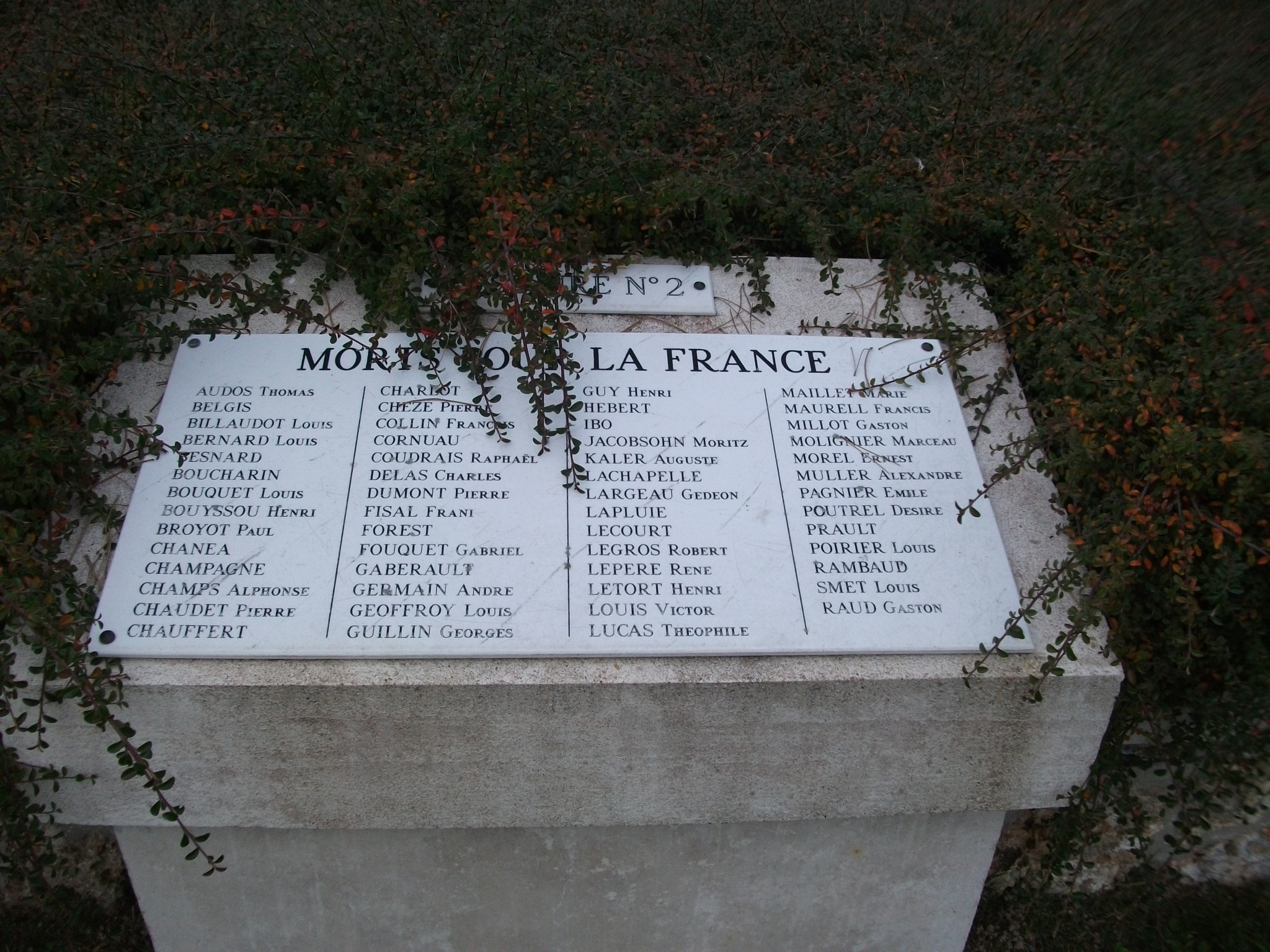
ossuaire no 2.
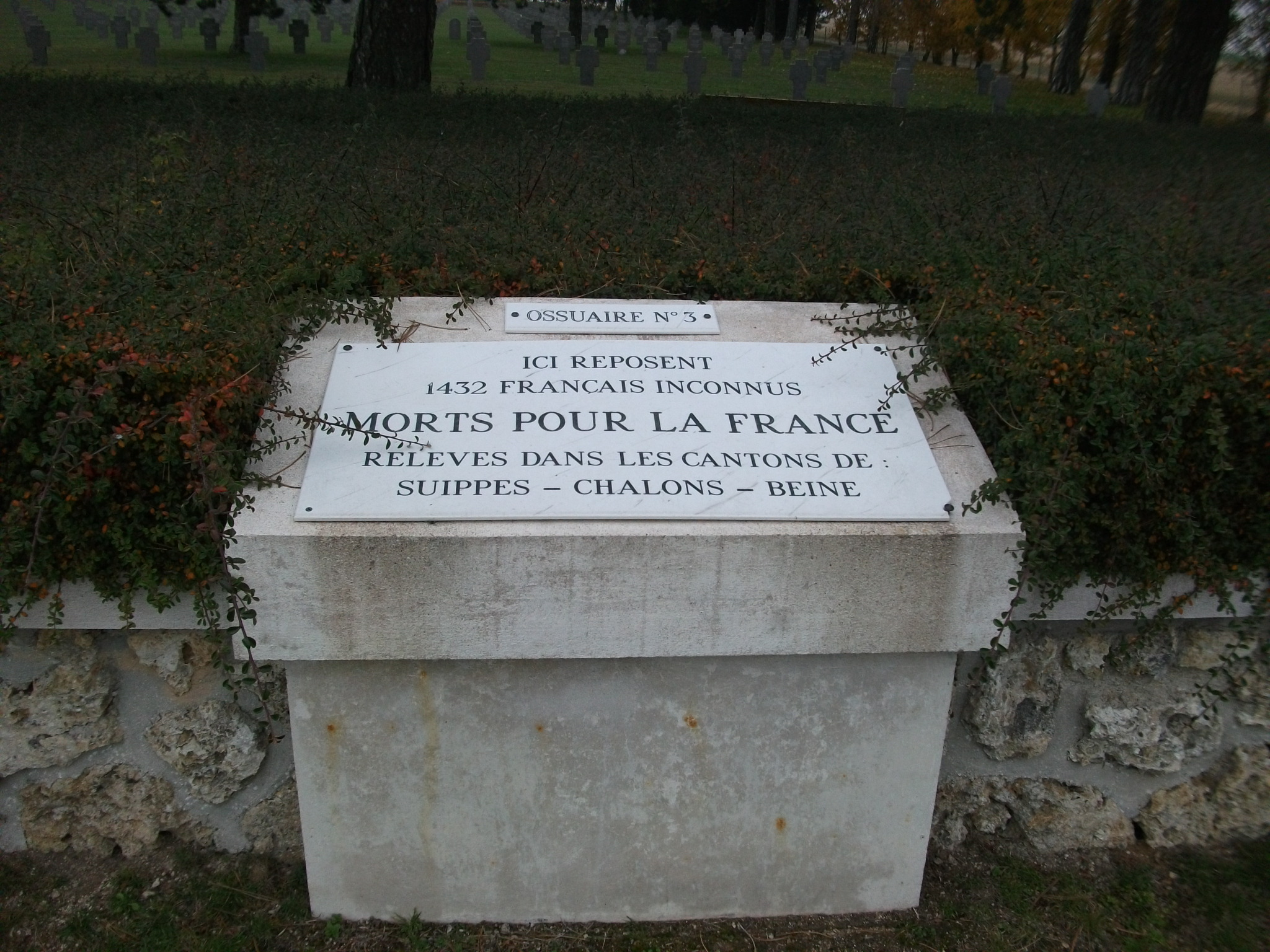
ossuaire no 3.